# Калинин, Михаил Михайлович
Михаи́л Миха́йлович Кали́нин (1911—1973) — советский военный. Участник Великой Отечественной войны. Герой Советского Союза (1945). Капитан 2-го ранга Военно-морского флота СССР.

## Биография
Михаил Михайлович Калинин родился в 1911 году в селе Елшанка Бузулукского уезда Самарской губернии Российской империи (ныне село Бузулукского района Оренбургской области Российской Федерации) в крестьянской семье. Русский. По окончании в 1926 году 7 классов сельской школы, учился в школе ФЗУ при железнодорожной станции Бузулук. Одновременно работал на станции слесарем.
В Военно-морские силы Рабоче-крестьянской Красной Армии М. М. Калинин был призван в 1932 году. Отслужил срочную и сверхсрочную службу. В 1939 году окончил Военно-морское училище береговой обороны имени Ленинского Коммунистического Союза Молодёжи Украины в Севастополе. В дальнейшем был военпредом на военных заводах.
В боях с немецко-фашистскими захватчиками М. М. Калинин с сентября 1942 года. Участник Сталинградской битвы в составе 6-го, затем 7-го дивизиона минных тральщиков Волжской военной флотилии. С сентября 1943 года лейтенант М. М. Калинин в составе вновь образованной на Волге Днепровской военной флотилии. Летом 1944 года Михаил Калинин участвовал в Белорусской стратегической операции, во время которой он был тяжело ранен. После госпиталя лейтенант М. М. Калинин вернулся в свою часть и перед началом Висло-Одерской операции был назначен командиром 1-го отдельного отряда полуглиссеров 1-й бригады речных кораблей Днепровской военной флотилии. В этой должности в октябре 1944 года М. М. Калинин принимал участие в боевых действиях на Сероцком плацдарме.
Особо отличился отряд лейтенанта М. М. Калинина в ходе Берлинской операции. Во время штурма Берлина 23—25 апреля 1945 года отряд Калинина, состоявший из 11 полуглиссеров НКЛ-27 и 29 моряков обеспечил форсирование реки Шпрее двумя стрелковыми дивизиями 5-й ударной армии, а также переброску военной техники 9-го стрелкового корпуса и 32-й отдельной бригады, в результате чего войска Красной Армии вошли в центральную часть Берлина. Отрядом Михаила Михайловича за этот период через Шпрее было переправлено 16 тысяч солдат, 100 орудий и миномётов, 27 танков, 700 повозок с боеприпасами и грузами. Моряки отряда Калинина также участвовали в наведении понтонной переправы, вели разведку приречных кварталов Берлина, поддерживали связь между дивизиями и полками. Боевую работу на Шпрее отряд заканчивал, имея в строю всего 16 человек.
Указом Президиума Верховного Совета СССР от 31 мая 1945 года за образцовое выполнение заданий командования на фронте борьбы с немецкими захватчиками и проявленные при этом доблесть и мужество лейтенанту Калинину Михаилу Михайловичу было присвоено звание Героя Советского Союза.
Победу Михаил Михайлович Калинин встретил в Померанской бухте в районе немецкой военно-морской базы Свинемюнде. После войны он продолжил службу в Военно-Морском Флоте СССР. В запас капитан 2-го ранга М. М. Калинин вышел в 1959 году. Жил в городе Черкассы, работал в морском клубе ДОСААФ, в горисполкоме. 12 июля 1973 года Михаил Михайлович скончался. Похоронен на Украине в городе Черкассы.

## Награды
- Медаль «Золотая Звезда» (31.05.1945);
- орден Ленина (31.05.1945);
- орден Красного Знамени;
- орден Красной Звезды;
- «Крест Храбрых» (Польская Народная Республика).
- Медали, в том числе;

медаль «За отвагу» (1944);
Медаль «За боевые заслуги» (1944).

## Документы
- Общедоступный электронный банк документов «Подвиг Народа в Великой Отечественной войне 1941—1945 гг.» Архивировано 13 марта 2012 года. №№ в базе данных 150013711. Архивировано 25 мая 2012 года., 46485148. Архивировано 25 мая 2012 года., 46486731. Архивировано 25 мая 2012 года.